# Uszód
Uszód é um município da Hungria, situado no condado de Bács-Kiskun. Tem 24,46 km² de área e sua população em 2015 foi estimada em 922 habitantes.